# Álvaro Sarabia
Álvaro Gustavo Sarabia Navarro (Santiago, Chile, 5 de enero de 1978) es un exfutbolista chileno que jugaba como delantero. En la actualidad dirige una escuela de fútbol de Colo-Colo en Castro.

## Clubes
| Club                  | País   | Año       |
| --------------------- | ------ | --------- |
| Colo Colo             | Chile  | 1997-2000 |
| Fernández Vial        | Chile  | 2001      |
| Deportes Puerto Montt | Chile  | 2002-2005 |
| Jaguares de Chiapas   | México | 2005      |
| Palestino             | Chile  | 2006-2007 |
| Rangers de Talca      | Chile  | 2008      |
| Palestino             | Chile  | 2009      |
| Lota Schwager         | Chile  | 2010      |
| Deportes Puerto Montt | Chile  | 2011      |

## Palmarés

### Campeonatos nacionales
| Título           | Club           | País  | Año    |
| ---------------- | -------------- | ----- | ------ |
| Primera División | Colo-Colo      | Chile | 1997-C |
| Primera División | Colo-Colo      | Chile | 1998   |
| Nacional Amateur | J. U. Dalcahue | Chile | 2016   |

### Distinciones individuales
| Distinción            | Año    |
| --------------------- | ------ |
| Goleador del Apertura | 2005-A |